# Hoedown
Hoedown è un film del 1950 diretto da Ray Nazarro.
È un film musicale a sfondo western statunitense con Eddy Arnold, Jeff Donnell e Jock Mahoney.

## Produzione
Il film, diretto da Ray Nazarro su una sceneggiatura di Barry Shipman, fu prodotto da Colbert Clark per la Columbia Pictures e girato dal 14 giugno al 24 giugno 1949.

## Distribuzione
Il film fu distribuito negli Stati Uniti dal 1º giugno 1950 al cinema dalla Columbia Pictures.